# 安中幹雄
安中干雄（日语：／ Annaka Mikio，1971年8月15日—），日本男子冰球运动员。他曾代表日本参加2006年、2010年和2018年冬季残疾人奥林匹克运动会冰球比赛，其中2010年冬季残奥会获得一枚银牌。